# سه قلات
{{جعبه اطلاعات روستای ایران
|نام‌رسمی=سه قلات
|روی‌نقشه= 
|عرض‌جغرافیایی=
|طول‌جغرافیایی=
|تصویر= 
|اندازه‌تصویر= 
|برچسب‌تصویر= 
|استان=فارس
|شهرستان=اقلید
|بخش= بخش مرکزی
|دهستان=خنجشت
|نام‌محلی=
|نام‌های‌دیگر=
|نام‌های‌قدیمی=
|سال‌بنیاد= 
|جمعیت= ۱۷۸ نفر
|رشدجمعیت=
|تراکم‌جمعیت=
|زبان=
|مساحت=
|ارتفاع= 
|میانگین‌دما=
|میانگین‌بارش‌سالانه=
|شمارروزهای‌یخبندان=
|کد آماری    =۰۷۳۵۲۹
|ره‌آورد=
|پیش‌شماره=
|وب‌گاه=
|جمله‌خوشامد=
|پانویس=
نام دهیار==محمد عیدی کردشولی
سه قلات، روستایی از توابع بخش مرکزی شهرستان اقلید در استان فارس ایران است.

## جمعیت
این روستا در دهستان خنجشت قرار دارد و براساس سرشماری مرکز آمار ایران در سال ۱۳۸۵، جمعیت آن ۱۷۸ نفر (۴۱خانوار) بوده‌است.